# Būkhāmeh-ye Soflá
Būkhāmeh-ye Soflá (persiska: بوخامه سفلی, Volkhāmeh-ye pā’īn, Valkhāmeh-ye Pā’īn, Dūbyān, Vikhāma, Būkhāmeh-ye Pā’īn, Vakhāmeh, Valkhāmah-e Soflá) är en ort i Iran.   Den ligger i provinsen Khuzestan, i den centrala delen av landet, 600 km söder om huvudstaden Teheran. Būkhāmeh-ye Soflá ligger 21 meter över havet och antalet invånare är 492.
Terrängen runt Būkhāmeh-ye Soflá är mycket platt. Runt Būkhāmeh-ye Soflá är det ganska tätbefolkat, med 58 invånare per kvadratkilometer. Närmaste större samhälle är Rāmshīr, 8,1 km nordost om Būkhāmeh-ye Soflá. Omgivningarna runt Būkhāmeh-ye Soflá är i huvudsak ett öppet busklandskap.